# Concerie
Concerie è il secondo album del cantautore italiano Ennio Rega, pubblicato nel maggio 2004, prodotto da Roberto Colombo per Scaramuccia Music /Egea.
È con questo secondo album, che Rega inizia ad essere conosciuto da un più vasto pubblico, ricevendo unanime consenso di critica. L'album vince il Premio Carosone 2004 e il Premio Lunezia 2005.
16 brani acustici, tra le featuring Flavio Bucci, (il fratello Massimo Venturiello) e Giulio Brogi. 
Raffinata canzone d'autore tra echi orientali, frequenti vicinanze al tango ed improvvisazioni jazz, l'album è prodotto da Roberto Colombo per Scaramuccia Music / Egea Distribution. 
Nella densa poetica dell'artista, affiora un mondo che seleziona tra nord e sud, tra forti e deboli, tra vincitori e sconfitti. 
Rega fotografa con straordinaria precisione i nostri tempi, in un involucro musicale ricco e sfaccettato, e tra giostrine e richiami popolari.

## Tracce
1. Terrone
2. Michelina
3. Ballata dell'accoltellatore
4. Soldatino (feat. di Flavio Bucci)
5. Geremia blue note
6. Lo scemo dice (feat. di Massimo Venturiello)
7. I soldi della vedova!
8. L'ultimo cantante di giacca
9. Il grande
10. Vecchio casello (feat. di Giulio Brogi)
11. Un caso da nulla
12. Rerè
13. Maddalena canterina
14. Zazzera gialla
15. Messicano
16. Avanti popolo

## Formazione
- Ennio Rega – voce - pianoforte
- Lutte Berg – chitarre
- Paolo Innarella – sassofono, flauti
- Denis Negroponte – fisarmonica
- Marco Siniscalco – basso, contrabbasso
- Pietro Iodice – batteria
- Roberto Colombo – direzione artistica
- Flavio Bucci – featuring
- Giulio Brogi – featuring
- Massimo Venturiello – featuring